# ژان بودن
ژان بودن (به فرانسوی: Jean Bodin)‏ (۱۵۹۶–۱۵۳۰) فیلسوف فرانسوی و از هواداران کلاسیک نظریه حکومت مطلق‌گرایی است.
بودن با نگارش کتاب «شش رساله در باب حیات سیاسی» تلاش کرد تا بین قدرت سیاسی و حقوق یک رابطه ایجاد کند.
بودن حاکمیت را به معنی قدرت مطلق و جدایی‌ناپذیر دولت تعبیر کرد که به غیر از ذات خداوند و اراده آن هیچ فرد یا مقامی نمی‌تواند آن را تهدید کند. او همچنین یکی از نویسندگان تأثیرگذار در علم دیوشناسی بود.
بودن در دوران پس از اصلاحات پروتستان زندگی می‌کرد و در زمینه درگیری مذهبی در فرانسه نوشت. به نظر می‌رسید که او در طول زندگی‌اش یک کاتولیک اسمی بود، اما از قدرت پاپ بر حکومت‌ها انتقاد داشت و شواهدی وجود داشت که او ممکن است در زمان حضورش در ژنو به پروتستانتیسم گرویده باشد.او از کنترل مرکزی قوی یک سلطنت ملی به عنوان پادزهر درگیری‌های جناحی حمایت می‌کرد. در اواخر عمرش گفتگویی را در میان ادیان مختلف از جمله نمایندگان یهودیت، اسلام و الهیات طبیعی نوشت که در آن همه موافق همزیستی مشترک بودند، اما منتشر نشد.

## زندگی
بودن به ترتیب یک راهب، دانشگاهی، وکیل حرفه ای و مشاور سیاسی بود. او در یک سفر به عنوان یک سیاستمدار که شکست خورده بود، زندگی خود را به عنوان یک قاضی استانی سپری کرد.

### اوایل زندگی
بودین در نزدیکی آنجرز متولد شد، احتمالاً پسر یک خیاط چیره‌دست، [نیاز به منبع] در یک پیشینه متوسط مرفه از طبقه متوسط. او تحصیلات مناسبی را دریافت کرد، ظاهراً در صومعه کارملیت آنجرز، جایی که او یک راهب تازه‌کار شد. برخی از ادعاهای مطرح شده در مورد زندگی اولیه او مبهم باقی مانده‌است. شواهدی دال بر دیدار وی از ژنو در سالهای ۱۵۴۷–۱۵۴۸ وجود دارد که در آن او در یک محاکمه بدعت شرکت کرد. سوابق این قسمت اما تاریک است و ممکن است مربوط به شخص دیگری باشد.

#### پاریس و تولوز
او در سال ۱۵۴۹ از پیمان خود رهایی یافت و به پاریس رفت. او در دانشگاه و همچنین در کالج کواتر زبان (در حال حاضر کالج دو فرانس) با گرایش انسان‌گرا تحصیل کرد. او به مدت دو سال زیر نظر گیوم پروست، استاد ناشناخته فلسفه، شاگرد بود. تحصیلات او نه تنها تحت تأثیر رویکرد اسکولاستیک ارتدوکس بود، بلکه ظاهراً با فلسفه رامیست (اندیشه پتروس راموس) نیز در ارتباط بود.
بعداً در دهه ۱۵۵۰ حقوق رومی را در دانشگاه تولوز زیر نظر آرنو دو فریر خواند و در آنجا تدریس کرد. به نظر می‌رسد موضوع خاص ایشان در آن زمان فقه تطبیقی بوده‌است. سپس، زیر نظر گابریل بووری، اسقف آنجر، بر روی ترجمه لاتین اوپیان آپامیا کار کرد. بودَن طرحی برای مدرسه‌ای با اصول اومانیستی در تولوز داشت، اما نتوانست حمایت محلی را جلب کند. او در سال ۱۵۶۰ آنجا را ترک کرد.

##### جنگ‌های مذهبی و سیاست
از سال ۱۵۶۱ مجوز وکالت در پارلمان پاریس را دریافت کرد. اعتقادات مذهبی او در مورد شروع جنگ‌های مذهبی در سال ۱۵۶۲ قابل تعیین نیست، اما او رسماً اعتقاد کاتولیک خود را تأیید کرد و در آن سال همراه با سایر اعضای پارلمان سوگند یاد کرد. او به علایق خود در نظریه حقوقی و سیاسی در پاریس ادامه داد و آثار قابل توجهی در تاریخ‌نگاری و اقتصاد منتشر کرد.
بودن به عضویت محافل بحث پیرامون شاهزاده فرانسوا دالنسون (یا d'Anjou از ۱۵۷۶) درآمد. او جوانترین پسر باهوش و جاه طلب هنری دوم بود و در سال ۱۵۷۴ با مرگ برادرش چارلز نهم در صف تاج و تخت بود. با این حال، او ادعای خود را به نفع برادر بزرگترش هنری سوم که اخیراً از تلاش نافرجام خود برای سلطنت به عنوان پادشاه لهستان بازگشته بود، پس گرفت. آلنسون رهبر جناح سیاست عملگرایان سیاسی بود.

###### زیر نظر هنری سوم
پس از شکست امیدهای شاهزاده فرانسوا برای بر تخت نشستن، بودن وفاداری خود را به پادشاه جدید هنری سوم منتقل کرد. با این حال، در سیاست عملی، در ۷–۱۵۷۶، به عنوان نماینده ایالت سوم در املاک ژنرال در بلوا، و رهبری در املاک خود در حرکات فوریه ۱۵۷۷ برای جلوگیری از جنگ جدید علیه هوگنوت‌ها، لطف پادشاه را از دست داد. او تلاش کرد تا بر حزب کاتولیک نفوذی تعدیل‌کننده داشته باشد و همچنین سعی کرد تصویب مالیات تکمیلی را برای پادشاه محدود کند. بودن سپس از زندگی سیاسی بازنشسته شد. او در فوریه ۱۵۷۶ ازدواج کرده بود. همسرش فرانسوا ترویار، بیوه کلود بایار و خواهر نیکلاس ترویار بود که در سال ۱۵۸۷ درگذشت. هر دو وکلای سلطنتی در پروست لائون و وکیل دادگستری در بایلیویک ورماندویس بودند و بودن مسئولیت را بر عهده گرفت.
بودن در زمان انتشار کتاب شش لیور (۱۵۷۶) با ویلیام وید در پاریس، رابط ولرد بورگلی، در تماس بود. او بعداً با شاهزاده فرانسوا، دوک آنژو، در سال ۱۵۸۱ در دومین تلاش خود برای جلب نظر الیزابت اول انگلستان به انگلستان رفت. در این دیدار، بودن از پارلمان انگلیس دیدن کرد. او با توجه به اینکه ادموند کمپیون در آن زمان در زندان بود، درخواستی برای تضمین رفتار بهتر با کاتولیک‌های انگلیسی را رد کرد. بودن برخی از محاکمه کمپیون را دید، گفته می‌شود که او همچنین شاهد اعدام کمپیون در دسامبر ۱۵۸۱ بوده‌است، که این اعدام را به مناسبت نامه‌ای عمومی علیه استفاده از زور در مسائل مذهبی تبدیل کرده‌است. بودن خبرنگار فرانسیس والسینگهام شد. و میشل دو کاستلناو پیشگویی را به ماری، ملکه اسکاتلند، در مورد مرگ الیزابت، در زمان توطئه بابینگتون، منتقل کردند که گمان می‌رفت از بودن باشد.
با این حال، شاهزاده فرانسوا در سال ۱۵۸۲ دوک برابانت شد و کارزاری ماجراجویانه را برای گسترش قلمرو خود آغاز کرد. بودن ناراضی او را همراهی کرد و در یورش فاجعه بار شاهزاده به آنتورپ که به تلاش پایان داد، گرفتار شد و به دنبال آن شاهزاده در سال ۱۵۸۴ درگذشت.

###### سالهای آخر
در جنگ‌هایی که پس از مرگ هنری سوم (۱۵۸۹) رخ داد، اتحادیه کاتولیک تلاش کرد تا با قرار دادن یک پادشاه دیگر بر تاج و تخت، از جانشینی هانری پروتستان ناوارا جلوگیری کند. بودن در ابتدا از لیگ قدرتمند حمایت کرد. او احساس می‌کرد که پیروزی سریع آنها اجتناب ناپذیر است. او در طی یکی از اپیدمی‌های طاعون بسیاری در آن زمان در لائون درگذشت.

## کتاب‌ها
بودن عموماً به زبان فرانسوی و با ترجمه‌های لاتین متأخر می‌نوشت. برخی از آثار او حداقل از نظر ساختاری تحت تأثیر رامیسم دیده شده‌اند.
بودَن به نوبه خود کتاب‌هایی در مورد تاریخ، اقتصاد، سیاست، شیطان‌شناسی و فلسفه طبیعی نوشت؛ [۲۲] و همچنین اثری (بعداً بدنام) در نسخه خطی دین از خود به جای گذاشت (به بخش «مدارای مذهبی» مراجعه کنید). یک نسخه مدرن از آثار بودین در سال ۱۹۵۱ با عنوان Oeuvres philosophiques de Jean Bodin توسط پیر مسنارد [fr] آغاز شد، اما تنها یک جلد منتشر شد.

### روشی برای شناخت آسان تاریخ
در فرانسه، بودین به دلیل Methodus ad facilem historiarum cognitionem (۱۵۶۶) (روش برای شناخت آسان تاریخ) به عنوان یک مورخ شناخته شد. او نوشته‌است: «تاریخ، یعنی روایت واقعی اشیا، سه قسم است: انسانی، طبیعی و الهی». این کتاب یکی از مهم‌ترین کمک‌ها به ars historica آن دوره بود و به‌طور مشخص بر نقش دانش سیاسی در تفسیر نوشته‌های تاریخی تأکید داشت. وی خاطرنشان کرد که دانش نظام‌های حقوقی تاریخی می‌تواند برای قانون گذاری معاصر مفید باشد.
روش یک کتابچه راهنمای موفق و تأثیرگذار در نوشتن تاریخ فنی بود. این کتاب با توصیه‌های دقیق تاریخ‌نگاری به خط مشکوکی که فرانچسکو پاتریزی دربارهٔ امکان دانش تاریخی ارائه کرده بود، پاسخ داد. همچنین دیدگاه «داده‌های» تاریخی را که در اومانیست‌های پیشین یافت می‌شد، با بی‌واسطگی نگرانی‌هایش برای جنبه اجتماعی زندگی بشر، گسترش داد.
بودن مدل چهار پادشاهی کتاب مقدس را رد کرد، و در آن زمان موضعی نامطلوب داشت، و همچنین نظریه کلاسیک عصر طلایی را به دلیل ساده لوحی آن رد کرد. او همچنین بسیاری از دستگاه‌های بلاغی اومانیست‌ها را کنار گذاشت.

### اندیشه اقتصادی: پاسخ به ملتروا
پاسخ ژ. بودن به تناقض آقای دو ملتروا رساله ای بود که توسط نظریه‌های ژان دو مالتروا برانگیخته شد و در آن بودن یکی از اولین تحلیل‌های علمی را از پدیده تورم ارائه کرد که تا قبل از قرن شانزدهم ناشناخته بود. پیشینه بحث در دهه ۱۵۶۰ این بود که تا سال ۱۵۵۰ افزایش عرضه پول در اروپای غربی منافع کلی را به همراه داشت. اما تورم قابل توجهی نیز وجود داشت. نقره وارد شده از طریق اسپانیا از معدن پوتوسی در آمریکای جنوبی، همراه با سایر منابع نقره و طلا، از دیگر منابع جدید، باعث تغییرات پولی شد.
بودن پس از مارتین دو آزپیلیکوئتا بود، که در سال ۱۵۵۶ به این موضوع اشاره کرده بود (چیزی که گومارا در سالنامه‌های منتشر نشده‌اش نیز به آن توجه کرده بود)، یک ناظر اولیه که افزایش قیمت‌ها تا حد زیادی به دلیل هجوم به فلزات گرانبهاست. وی در تحلیل این پدیده از جمله عوامل دیگر به رابطه بین مقدار کالا و مقدار پول در گردش اشاره کرد. بحث‌های آن زمان، پایه و اساس «نظریه کمیت پول» را ایجاد کرد. بودن عوامل دیگری را نیز ذکر کرد: افزایش جمعیت، تجارت، امکان مهاجرت اقتصادی و مصرف که به نظر او بیهوده است.

### تئاتر
تئاتر جهان طبیعت بیانیه بودن از فلسفه طبیعی است. که شامل بسیاری از دیدگاه‌های شخصی خاص و حتی تخصصی است، به عنوان مثال که کسوف به رویدادهای سیاسی مربوط می‌شود. این نظریه مخالف قطعیت نظریه نجومی اختلاف منظر ستاره‌ای و منشأ زمینی «دنباله‌دار ۱۵۷۳» (یعنی ابرنواختر SN 1572) بود. این اثر تأثیرات عمده رامیست‌ها را نشان می‌دهد. توجه به عظمت و عظمت خداوند به دایره المعارفی دربارهٔ جهان هستی و شبیه سیستم حافظه می‌انجامد.
مسائل بودن به برخی از نسخه‌های رنسانس مسائل ارسطویی در فلسفه طبیعی پیوست شد. علاوه بر این، دامیان سیفرت پروبلاتاتا بودینی را که بر اساس Theatrum ساخته شده بود، گردآوری کرد.

### شش کتاب جمهوری
شناخته شده‌ترین اثر بودین در سال ۱۵۷۶ نوشته شد. بحث در مورد بهترین شکل حکومتی که در آن سالها در حوالی قتل‌عام سنت بارتولمیوس (۱۵۷۲) اتفاق افتاد، الهام بخش شد. بودن سعی کرد در مسیری میانی قدم بگذارد. ماکیاولی به حاکم این حق را می‌داد که بدون ملاحظات اخلاقی به نفع دولت خود عمل کند و نظریه‌پردازان پروتستان از حکومت مردمی یا حداقل سلطنت انتخابی حمایت می‌کردند. تعریف کلاسیک بودین از حاکمیت این است: "la puissance absolue et perpetuelle d'une République" (قدرت مطلق و همیشگی یک جمهوری). ایده‌های اصلی او در مورد حاکمیت در فصل هشتم و دهم کتاب اول یافت می‌شود، از جمله بیانیه او "شاهزاده مقتدر فقط در برابر خدا مسئول است".
شش لیور فوراً به موفقیت دست یافت و بارها تجدید چاپ شد. ترجمه لاتین اصلاح شده و توسعه یافته توسط نویسنده در سال ۱۵۸۶ ظاهر شد. با این اثر، بودین یکی از بنیانگذاران گروه عملگرایانه بین اعترافات معروف به سیاست شد، که در نهایت موفق شد به جنگ‌های مذهبی در زمان پادشاه هنری چهارم پایان دهد. فرمان نانت (۱۵۹۸). در برابر پادشاهانی که در زمان او به سلطنت حمله می‌کردند، مانند تئودور بزا و فرانسوا هوتمن بودن، موفق به نگارش رساله ای اساسی و تأثیرگذار از نظریه اجتماعی و سیاسی شدند. در استدلال خود علیه انواع قانون اساسی مختلط و تئوری مقاومت، یک ضد حمله مؤثر علیه موضع سلطنتی بود که به «حاکمیت مردمی» استناد می‌کرد.
ساختار کتاب‌های پیشین در ساختار رامیست توصیف شده‌است. کتاب ششم شامل استدلال نجومی و عددی است. بودین از فیثاغورث در بحث عدالت استفاده کرد و در کتاب چهارم از ایده‌های مربوط به آرمان‌شهر توماس مور استفاده کرد استفاده از زبانی که از شهریار نیکولو ماکیاولی (لاتین civitas) یا جایگزین آن به‌عنوان واحد سیاسی (فرانسوی cité یا ville) گرفته شده یا جایگزین آن شده‌است، قابل تأمل است. بودین جمهوری (فرانسوی république، لاتین respublica) را به عنوان اصطلاحی برای موضوعات حقوق عمومی معرفی کرد (تعبیر انگلیسی معاصر Commonweal(th) بود). بودین، اگرچه به تاسیتوس اشاره کرد، اما در اینجا به سنت جمهوری‌خواهی کلاسیک نمی‌نوشت. امپراتوری عثمانی به عنوان یک «سلطنت پادشاهی» تحلیل می‌شود. جمهوری ونیز از نظر گاسپارو کنتارینی پذیرفته نیست: آن را قانون اساسی اشرافی می‌نامند، نه مختلط، با ساختاری متحدالمرکز، و ثبات ظاهری آن را به شکل حکومت نسبت نمی‌دهند.
ایده‌های شش کتاب دربارهٔ اهمیت آب و هوا در شکل‌دهی شخصیت مردم نیز تأثیرگذار بودند و جایگاه برجسته‌ای در آثار جووانی بوترو (۱۵۴۴–۱۶۱۷) و بعداً در جبر اقلیمی بارون دو مونتسکیو (۱۶۸۹–۱۷۵۵) یافتند. . بودین بر اساس این فرض که آب و هوای یک کشور شخصیت جمعیت آن را شکل می‌دهد، و بنابراین تا حد زیادی مناسب‌ترین شکل حکومت است، بودین فرض می‌کرد که سلطنت موروثی رژیم ایده‌آل برای یک کشور معتدل مانند فرانسه است. این قدرت باید «حاکمیت» باشد، یعنی تابع هیچ شاخه دیگری نباشد، هرچند تا حدی توسط نهادهایی مانند دادگاه‌های عالی (پارلمان) و مجامع نمایندگی (États) محدود شده باشد. بالاتر از همه، پادشاه «فقط در برابر خدا مسئول است»، یعنی باید بالاتر از جناح‌های اعترافی بایستد.
این اثر به زودی به‌طور گسترده‌ای شناخته شد. گاسپار دو آناسترو در سال ۱۵۹۰ ترجمه ای به زبان اسپانیایی انجام داد. ریچارد نولز ترجمه انگلیسی (۱۶۰۶) را گردآوری کرد. این بر اساس نسخه لاتین ۱۵۸۶ بود، اما در جاهایی از نسخه‌های دیگر پیروی می‌کند. این کتاب تحت عنوان The Six Bookes of a Common-ale ظاهر شد.

### De la démonomanie des sorciers ((از شیطان‌پرستی جادوگران))
کار اصلی بودین در مورد جادوگری و آزار و شکنجه‌های جادوگری اولین بار در سال ۱۵۸۰ منتشر شد و ده نسخه آن تا سال ۱۶۰۴ منتشر شد. او در آن مفهوم تأثیرگذار «جادوگری پیمان» را بر اساس معامله با شیطان توضیح می‌دهد و این باور را که روح شیطانی از راهبردی برای تحمیل شک و تردید به قضات استفاده می‌کند تا جادوگران را دیوانه‌ها و آدم‌های دورافتاده‌ای که به جای شفقت مستحق شفقت هستند ببینند. از عذاب.
این کتاب به تاریخچه جادوگران می‌پردازد، اما فاوست و پیمان او را ذکر نمی‌کند. گزارشی از جن‌گیری عمومی در سال ۱۵۵۲ در پاریس، و پرونده ماگدالنا د لا کروز از کوردووا، یک زن صومعه که به مدت سه دهه به رابطه جنسی با شیطان اعتراف کرده بود، ارائه کرد. بودین از پیر مارنر در روایت گرگینه از ساووی استناد کرد. او کارهای کورنلیوس آگریپا و ترافیک درک شده در «سحر و جادو» انجام شده در امتداد جاده اسپانیایی، که در امتداد شرق فرانسه در بیشتر طول آن انجام می‌شود، محکوم کرد.
او با عبارات افراطی در مورد رویه‌های محاکمه‌های جادوگری، مخالفت با پادمان‌های عادی عدالت نوشت. هدف این حمایت از آرامش مستقیماً استانداردهای موجود توسط پارلمان پاریس بود (شواهد فیزیکی یا مکتوب، اعترافاتی که با شکنجه به دست نیامده، شاهدان غیرقابل استیضاح). او اظهار داشت که حتی یک جادوگر را نمی‌توان به اشتباه محکوم کرد اگر روش‌های صحیح رعایت شود، زیرا شایعات مربوط به جادوگران تقریباً همیشه درست بودند. نگرش بودین یک استراتژی جمعیت‌گرایانه معمول مرکانتیلیسم نامیده می‌شود.[مبهم].
این کتاب در بحث جادوگری تأثیرگذار بود. این کتاب توسط یوهان فیشارت (۱۵۸۱)، به آلمانی ترجمه شد و در همان سال توسط فرانسوا دو جون با عنوان De magorum dæmonomania libri IV به لاتین ترجمه شد. ژان دو لری آن را نقل کرده و در مورد مردم توپینامبا در برزیل کنونی نوشته‌است.
یکی از نسخه‌های باقی‌مانده از متن، که در کتابخانه مجموعه‌های ویژه دانشگاه کالیفرنیای جنوبی قرار دارد، یک نسخه ارائه نادر است که توسط خود بودین امضا شده‌است، و یکی از دو متن شناخته شده‌ای است که دارای چنین کتیبه‌ای از نویسنده است. تقدیم USC Démonomanie به C.L. وارونی، که گمان می‌رود همکار حقوقی بودین باشد.

## دیدگاه‌ها

### قانون و سیاست
بودین به دلیل تحلیل خود از حاکمیت، که آن را غیرقابل تقسیم می‌دانست، و اختیارات قانونگذاری کامل را در بر می‌گیرد (البته با شرایط و اخطارها) به خوبی شناخته شد. از سوی دیگر، با فرانسوا هوتمن (۱۵۲۴–۱۵۹۰) و فرانسوا بودوئن (۱۵۲۰–۱۵۷۳)، بودین نیز از نیروی حقوق عرفی حمایت کرد و قانون روم را به تنهایی ناکافی می‌دانست.
او ماهیت مطلق‌گرایانه نظریه حاکمیت خود را که مفهومی تحلیلی بود، حفظ کرد. اگر بعدها عقاید او به شیوه‌ای متفاوت و هنجاری مورد استفاده قرار گرفت، دلیل آن در بودین آشکارا نبود. می‌توان به حاکمیت به‌عنوان «مجموعه‌ای از ویژگی‌ها» نگاه کرد؛ در آن منظر، نقش قانون‌گذاری در کانون توجه قرار گرفت، و سایر «علائم حاکمیت» را می‌توان به عنوان موضوعات جداگانه مورد بحث قرار داد. او از نظر تئوری یک سیاستمدار بود که موقعیت معتدل آن دوره در سیاست فرانسه بود. اما به این نتیجه رسید که فقط مقاومت منفعلانه در برابر اقتدار موجه است.
کار بودین روی نظریه سیاسی، مفهوم مدرن «دولت» را معرفی کرد، اما در واقع در آستانه استفاده بود (با مفهوم کوراسیوس)، با معنای قدیمی‌تر پادشاهی «حفظ دولت خود» که از بین نرفته بود. مناصب دولتی متعلق به کشورهای مشترک المنافع بود و دارندگان آن مسئولیت شخصی در قبال اعمال خود داشتند. سیاست خودمختار است و حاکم تابع قوانین الهی و طبیعی است، اما نه تابع هیچ کلیسایی. واجبات، تأمین عدالت و عبادت دینی در دولت است.
بودین تعادل آزادی و اختیار را مطالعه کرد. او هیچ دکترینی مبنی بر تفکیک قوا نداشت و به شیوه ای سنتی در مورد اختیارات سلطنتی و حوزه مناسب و محدود آن بحث می‌کرد. دکترین او تعادل به عنوان هماهنگی، با شرایط متعدد بود. به این ترتیب می‌توان آن را به شیوه‌های مختلف استفاده کرد، و بود. نکته کلیدی این بود که نقطه مرکزی قدرت باید بالاتر از جناح باشد. رز سیاست بودین را در نهایت تئوکراتیک می‌بیند و مطلق‌گرایان که از او پیروی می‌کردند سوء تفاهم می‌شد.[۴۰]
در جایی که ارسطو برای شش نوع دولت استدلال می‌کرد، بودین فقط سلطنت، اشرافیت و دموکراسی را مجاز دانست. با این حال، او از تمایز شکل دولت (قانون اساسی) از شکل حکومت (اداری) حمایت می‌کرد. بودین نظر کمی نسبت به دموکراسی داشت.
خانواده‌ها واحد و الگوی اساسی دولت بودند؛ از سوی دیگر جان میلتون در بودین متحدی در موضوع طلاق یافت. احترام به آزادی و دارایی‌های فردی، ویژگی بارز دولت منظم بود، دیدگاهی که بودین با هاتمن و جورج بوکانن مشترک بود. او بر ضد برده داری استدلال می‌کرد.
در مسائل حقوقی و سیاسی، بودین دین را به عنوان یک تکیه گاه اجتماعی، تشویق به احترام به قانون و حکومت می‌دید.

### دربارهٔ تغییر و پیشرفت
او چاپ را به عنوان برجسته‌تر از هر دستاورد پیشینیان ستود. این ایده که اصلاحات پروتستان توسط نیروهای اقتصادی و سیاسی هدایت می‌شد به او نسبت داده می‌شود. او به عنوان اولین کسی شناخته می‌شود که به سرعت تغییرات اروپای مدرن اولیه پی برد.
در فیزیک، او به عنوان اولین نویسنده مدرن شناخته می‌شود که از مفهوم قوانین فیزیکی برای تعریف تغییر استفاده کرد،  اما ایده او از طبیعت شامل کنش ارواح بود. در سیاست، او در بررسی یک انقلاب سیاسی در ماهیت یک چرخه نجومی، به ایده‌های زمان خود پایبند بود: یک تغییر (فرانسوی) یا صرفاً یک تغییر (به عنوان ترجمه ۱۶۰۶) به انگلیسی؛  از Polybius Bodin این ایده را گرفت. آناسیکلوز، یا تغییر چرخه ای ساختار. نظریه بودین این بود که حکومت‌ها به‌عنوان سلطنتی آغاز شده‌اند، سپس دموکراتیک بوده‌اند، قبل از اینکه اشرافی شوند.

### مدارای مذهبی

#### جایگاه عمومی
در سال ۱۵۷۶، بودین به سیاست فرانسه مشغول بود، و سپس علیه استفاده از اجبار در مسائل مذهبی، اگر ناموفق بود، استدلال کرد. او معتقد بود که جنگ‌ها باید تابع حکومت‌داری باشد و مسائل دینی به دولت مربوط نمی‌شود.
بودین استدلال کرد که یک دولت ممکن است دارای چندین دین باشد. این موضعی بسیار غیرعادی برای زمان او بود، اگر میشل دو هوپیتال و ویلیام ساکت هم آن را داشته باشند. پدرو دی ریوادنیرا و خوان دی ماریانا از موضع متضاد متعارف تعهد دولت برای ریشه‌کن کردن مخالفت‌های مذهبی به آن حمله کردند. او در کتاب شش کتاب استدلال کرد که محاکمه شوالیه‌های معبد نمونه‌ای از آزار و اذیت غیرقابل توجیه است، شبیه آزار یهودیان و برادری‌های قرون وسطایی.

### موقعیت خصوصی در Colloquium
در سال ۱۵۸۸، بودین یک اثر لاتین Colloquium heptaplomeres de rerum sublimium arcanis abditis (کلوکیوم هفت در مورد اسرار متعالی) را به صورت دستنویس تکمیل کرد. این مکالمه ای است دربارهٔ ماهیت حقیقت بین هفت مرد تحصیل کرده، که هر کدام دارای جهت‌گیری مذهبی یا فلسفی مشخصی هستند - یک فیلسوف طبیعی، یک کالوینیست، یک مسلمان، یک کاتولیک رومی، یک لوتری، یک یهودی و یک شکاک. به دلیل این کار، بودین اغلب به عنوان یکی از اولین حامیان تساهل مذهبی در جهان غرب شناخته می‌شود. حقیقت، از نظر بودین، حکم به توافق جهانی داشت. و ادیان ابراهیمی بر عهد عتیق (تنخ) اتفاق نظر داشتند. Vera religio (دین واقعی) وفاداری را تا سرحد مرگ فرمان می‌دهد. تصور او از آن تحت تأثیر فیلو و میمونیدس بود. نظرات او در مورد اختیار نیز با مطالعات او در فلسفه یهود پیوند خورده‌است. برخی از محققان امروزی، تألیف او را در این متن به چالش کشیده‌اند. «کلوکیوم هفت در باب اسرار پنهان اشیای متعالی» گفتگوی مسالمت آمیزی را با هفت نماینده از مذاهب و جهان بینی‌های مختلف ارائه می‌دهد که در پایان بر شباهت اساسی باورهای خود اتفاق نظر دارند.
نظریه بودین، همان‌طور که در ملاحظات هماهنگی استوار است، شبیه نظریه سباستین کاستلیو است. او به همراه مونتن و پیر شارون یک نسبی‌گرای کتاب مقدس و دئیست دیده می‌شود. حداقل از نظر شهرت، نویسندگان مسیحی از بودین به عنوان کافر، دئیست یا ملحد یاد می‌کردند که او را با آزاداندیشی و سنت شکاکانه ماکیاولی و پیترو پومپونازی، لوسیلیو وانینی، توماس هابز و باروخ اسپینوزا مرتبط می‌دانستند: پیر دانیل هوئت،  ناتانیل فالک، کلود فرانسوا هوتویل. پیر بیل به بودین یک اصل در مورد پیامدهای فکری عدم وجود خدا (پیشروی ولتر، اما بر اساس معمول سنتی متفکران فرانسوی) نسبت داد. ویلهلم دیلتای بعداً نوشت که قهرمان‌های داستان در Coloquium پیش‌بینی می‌کنند که گوتولد افرایم لسینگ، ناتان در وایز.
Colloquium یکی از اصلی‌ترین و محبوب‌ترین نسخه‌های خطی در تیراژ مخفیانه در اوایل دوره مدرن بود که بیش از ۱۰۰ نسخه فهرست‌بندی شده بود. پس از ورود به مد فکری، گردش پنهانی گسترده‌ای داشت. دایرةالمعارف بریتانیکا ۱۹۱۱ بیان می‌کند: «جالب است که لایب نیتس، که در ابتدا کولوکیوم را اثر دشمن ادعایی مسیحیت می‌دانست، متعاقباً آن را به عنوان ارزشمندترین اثر توصیف کرد». انتشار آن پس از سال ۱۷۰۰ افزایش یافت، حتی اگر تاریخ محتوای آن تا آن زمان باشد. در قرن هجدهم این گونه تفسیر شد که حاوی استدلال‌هایی برای دین طبیعی است، به گونه ای که گویی نظریات بیان شده توسط تورالبا (طرفدار دین طبیعی) دیدگاه بودین است. به اشتباه، طبق گفته رز، که بازسازی دیدگاه‌های دینی بودین با اعتقاد به خدایی جدا فاصله زیادی دارد. گروتیوس یک نسخه خطی داشت. گوتفرید لایبنیتز، که کولوکیوم را به یاکوب توماسیوس و هرمان کانرینگ نقد کرد، چند سال بعد کار ویراستاری را روی دست‌نوشته انجام داد. هنری اولدنبورگ می‌خواست آن را برای انتقال به جان میلتون و احتمالاً جان دوری یا برای ارتباط دیگری در سال ۱۶۵۹ کپی کند. در سال ۱۶۶۲ کانینگ به دنبال نسخه ای برای یک کتابخانه شاهزاده بود. قرار بود این کتاب تا سال ۱۸۵۷ به‌طور کامل توسط لودویگ نواک از روی دست نوشته‌های جمع‌آوری شده توسط هاینریش کریستین فون سکنبرگ منتشر شود.

#### اعتقادات مذهبی شخصی
بودین تحت تأثیر یهودیت فلسفی قرار گرفت و به نابودی "post exacta supplicia" شرور اعتقاد داشت.
نویسنده قرن ۱۹، الیفاس لوی، بودین را به عنوان دانش‌آموز باطنی یهودی می‌دانست: «بودین کابالیست که به اشتباه ذهنی ضعیف و خرافی تلقی می‌شود، انگیزه‌ای جز هشدار دادن به مردم در برابر بی‌باوری خطرناک نداشت. با مطالعه کابالا در اسرار واقعی جادو، او از خطری که جامعه با رها کردن این قدرت در برابر شرارت مردم در معرض آن قرار می‌گرفت، به خود می‌لرزید».

### تاریخ و جغرافیای فرهنگی و جهانی
بودین مردی بود که به تاریخ جهانی که به عنوان یک حقوقدان به آن توجه می‌کرد، توجه داشت. او به یک مکتب فرانسوی باستانی و تاریخ فرهنگی قابل شناسایی تعلق داشت، با لانسلوت ووآزین د لا پوپلینیر، لویی لو کارون، لوئی لو روی، اتین پاسکویه و نیکلاس ویگنیه.
شاگردان تاریخی شامل ژاک اوت دو تو و ویلیام کامدن بودند. ژانری که به این ترتیب پایه‌گذاری شد، با نتیجه‌گیری اجتماعی، خود را به عنوان «تاریخ مدنی» معرفی کرد و به ویژه تحت تأثیر پولیبیوس قرار گرفت. «روش» اولین کتابی است که «نظریه‌ای دربارهٔ تاریخ جهانی مبتنی بر مطالعه صرفاً سکولار رشد تمدن» را ارائه کرد. بنابراین، نگرش سکولار بودین به تاریخ، تا حدودی رابطه ادراکی او را با ماکیاولی توضیح می‌دهد. در حالی که زمینه مشترک بودین با ماکیاولی چندان بزرگ نیست، و در واقع بودین با بینش بی خدا از جهان در ماکیاولی مخالف بود، آنها اغلب به اندازه کافی جفت می‌شوند، برای مثال توسط A. C. Crombie به عنوان مورخان فلسفی با دغدغه‌های معاصر. کروبی همچنین بودین را با فرانسیس بیکن به عنوان مورخان منطقی و انتقادی پیوند می‌دهد. هم بودین و هم ماکیاولی با دین به عنوان موقعیت تاریخی برخورد می‌کنند.
بودین عمدتاً از یوهان بوئموس و همچنین نویسندگان کلاسیک و همچنین گزارش‌هایی از لئو آفریقانوس و فرانسیسکو آلوارس استفاده کرد. با این حال، او علاقه کمی به دنیای جدید نشان داد. از نظر تئوری‌های اشاعه فرهنگی، او ناتانائل کارپنتر، و متعاقباً بر بسیاری از آنها، با نظریه «منشا جنوب شرقی» خود در مورد انتقال از مردم خاورمیانه به یونان و روم (و از این رو به اروپای شمالی) تأثیر گذاشت. یکی دیگر از پیروان پیتر هیلین در کتاب کوچکش (۱۶۲۱) بود. در انسان‌شناسی، بودین نشانه‌هایی از چندجنسیت را به عنوان نظریه منشأ انسانی نشان داد. از سوی دیگر، به عبارت واضح‌تر، او معتقد بود که نوع بشر در حال متحد شدن است، محرک‌ها تجارت هستند و نشانه‌هایی از respublica mundana (مشترک‌المنافع جهانی) و حقوق بین‌الملل در حال توسعه است. این در طرحی از Vaticinium Eliae یا سه دوره ۲۰۰۰ ساله برای تاریخ جهانی بود، که او تعهد کمی به آن داشت، اگرچه نشان دهنده ارتباط آن با سه منطقه آب و هوایی و غلبه آنها بود.
نظریه «جنوب شرقی» برای توضیحش به نظریه آب و هوا و طالع بینی بودین بستگی داشت: این نظریه در روش ارائه شد و در کتاب ششم از شش لیور توسعه یافت. او شناسایی مردمان و بخش‌های جغرافیایی با تأثیرات سیاره ای را در کتاب پنجم از شش لیور انجام داد. نظریه طالع بینی او با سنت بقراط ترکیب شده‌است. اما نه به روش مرسوم بطلمیوس. گفته شده‌است که او آنها را از یکی از پیروان کاردانو، اوگر فریر، گرفته‌است.

## پذیرش
مفهوم بودین از حاکمیت به‌طور گسترده در اروپا پذیرفته شد. در شکلی که توسط دیگران، مانند حقوقدانان فرانسوی شارل لویسو (۱۵۶۴–۱۶۲۷) و کاردین لو برت (۱۵۵۸–۱۶۵۵) ساده شده و اقتباس شده بود، نقش مهمی در توسعه مطلق گرایی ایفا کرد.

#### در فرانسه
بودین به‌طور مؤثری از سلطنت منظم گالیکا در برابر هوگنوت‌ها و هرگونه دخالت خارجی دفاع کرد. این ایده‌های کلی در زمان سلطنت هنری چهارم فرانسه به ارتدکس سیاسی تبدیل شد و به آغاز مطلق‌گرایی گرایش داشت. بودن به عنوان نظریه‌پرداز سیاسی پیروان متعددی داشت، از جمله پیر گرگوار، که با فرانسوا گریماوده، قدرت قانونگذاری شروع به نزدیکتر شدن به حق الهی پادشاهان کرد، و ویلیام بارکلی.  پیر شارون در La Sagesse در سال ۱۶۰۱ از ایده دولت از بودین استفاده می‌کند، اما با محدودیت‌های کمتری در قدرت سلطنتی؛  شارون در این اثر برای نئواستویسیسم سکولار استدلال می‌کند و ایده‌های مونتن و لیپسیوس را با ایده‌های بودین کنار هم می‌گذارد.  چارلز لویسو در سال‌های ۱۶۰۸–۱۶۰۸ آثار مطلق‌گرایانه‌ای را با تأکید بر نظم در جامعه منتشر کرد، که بسیار فراتر از نوشته‌های سی سال قبل بودین بود، روندی که تا قرن ۱۷ ادامه یافت.
به عنوان یک شیطان‌شناس، کار او معتبر و مبتنی بر تجربه به عنوان یک پزشک شکار جادوگر بود. به عنوان مورخ، نیکلاس لنگلت دو فرزنوی در سال ۱۷۱۳ از او به عنوان یک مورخ یاد کرد. مونتسکیو بودین را از نزدیک خواند. جامعه‌شناسی مدرنی که در بودین به آن اشاره شده‌است، که از رابطه بین دستگاه دولتی از یک سو و جامعه از سوی دیگر ناشی می‌شود، در مونتسکیو توسعه یافته‌است.

#### در آلمان
با توجه به سرمایه‌گذاری آلمان در امپراتور مقدس روم به عنوان چهارمین پادشاه، نگرش یوهانس اسلیدانوس، رد مدل چهار پادشاهی توسط بودین محبوبیت نداشت. نیاز به تطبیق ساختار موجود امپراتوری با بودین به عنوان نظریه‌پرداز حاکمیت منجر به مناقشه ای شد که تقریباً نیم قرن طول کشید. با شروع هنینگ آرنیسائوس، تا سال ۱۶۲۶ و زمان کریستوفر بسولدوس حل نشده ادامه یافت. او با اتخاذ مفهوم چندسالاری مرکب، که متعاقباً تحت تأثیر قرار گرفت، خطی بر آن کشید. لایبنیتس دیدگاه بودین در مورد حاکمیت را رد کرد و اظهار داشت که ممکن است فقط کنترل سرزمینی باشد، و نتیجه ای که نویسندگان سنت بودین مبنی بر اینکه فدرالیسم کایمریک است، ترسیم کرده‌اند.

#### در انگلستان
به‌طور کلی، انگلیسی‌ها علاقه زیادی به جنگ‌های مذهبی فرانسه داشتند. ادبیات آنها در بحث‌های سیاسی انگلیسی مورد استفاده رایج قرار گرفت، و آمیاس پائولت تلاش‌های فوری برای یافتن شش کتاب برای ادوارد دایر انجام داد. مدت کوتاهی آثار بودین در انگلستان شناخته شد: فیلیپ سیدنی، والتر رالگ، و گابریل هاروی که گزارش کردند در آکسفورد مد بودند. ایده‌های او در مورد تورم تا سال ۱۵۸۱ آشنا بود. سامرویل به این نکته اشاره می‌کند که همه کسانی که در این دوره دربارهٔ حاکمیت در انگلستان بحث می‌کردند، لزوماً نظرات خود را از بودین نمی‌گرفتند: این ایده‌ها در آن زمان مطرح بود، و برخی مانند هادریان آ ساراویا و کریستوفر لوور استدلال خاص خود را برای نتایج مشابه داشتند. ریچارد هوکر به آثار دسترسی داشت، اما به آنها ارجاع نمی‌داد. جان دان در بیاتاناتوس خود از بودین استناد کرد.
نظر بودین در مورد موازی بودن پادشاهی‌های فرانسه و انگلیس توسط رالگ پذیرفته شد. راجر تویسدن مخالف بود: به نظر او، سلطنت انگلیس هرگز با تعریف بودین از حاکمیت مطابقت نداشت. ریچارد بیکن در Solon His Follie (1594)، که به سمت استعمار انگلیسی در ایرلند هدایت می‌شود، از متنی برگرفته از شش کتاب و همچنین بسیاری از نظریه‌های ماکیاولی استفاده کرد. او همچنین علیه بودین استدلال کرد که فرانسه یک سلطنت مختلط است. بودین بر تعاریف بحث‌برانگیز جان کاول در کتابش به نام مترجم در سال ۱۶۰۷ تأثیر گذاشت که در طول سال ۱۶۱۰ باعث خشم در پارلمان شد. ادوارد کوک از بودین در مورد حاکمیت گرفت. و مانند او مخالف مفهوم سلطنت مختلط بود.
در حالی که ایده‌های بودین در مورد اقتدار با نظریه حق الهی پادشاهان مطابقت داشت، نگرانی اصلی او انتخاب حاکم نبود. اما این بدان معنا بود که آنها می‌توانند هر دو راه را قطع کنند، که توسط نمایندگان پارلمان و همچنین سلطنت طلبان مورد استناد قرار می‌گیرند. هنری پارکر در سال ۱۶۴۲ حاکمیت پارلمان را با استدلال Bodinian تأیید کرد. جیمز وایتلاک از اندیشه بودین در بحث دربارهٔ پادشاه در پارلمان استفاده کرد. رابرت فیلمر سلطنت طلب عمدتاً از بودین برای استدلال پدرسالار خود وام گرفت. جان لاک در بحث و جدل چندین دهه بعد علیه فیلمر در دو رساله حکومت، از کار خود برای حمله به بودین عقب‌نشینی نکرد. اما متحد او جیمز تایرل، مانند الجرنون سیدنی، چنین کرد. یکی دیگر از کاربران سلطنتی بودین مایکل هادسون بود. جان میلتون پس از مرگ الیور کرامول، از نظریه بودین برای دفاع از طرح ضد دموکراتیک خود برای شورای بزرگ استفاده کرد.
سر جان الیوت کار آرنیسائوس را به عنوان منتقد بودین خلاصه کرد و در برج لندن به دنبال بودین نوشت که یک پادشاه قانونی، برخلاف یک ظالم، در De iure majestatis خود «آنچه را که ممکن است انجام دهد، انجام نخواهد داد».  رابرت بروس کاتن از بودین در مورد ارزش پول نقل قول کرد؛ رابرت برتون در مورد سیاست در آناتومی مالیخولیا.
ریچارد نولز در مقدمه ترجمه سال ۱۶۰۶ خود، کتاب را به عنوان نوشته مردی با تجربه در امور عمومی تحسین کرد. ویلیام لو، در موعظه پارلمان در سال ۱۶۲۱، شکایت کرد که بودین با لیپسیوس و ماکیاولی بیش از حد مورد مطالعه قرار گرفته‌است، زیرا کتاب مقدس نادیده گرفته شده‌است. از سوی دیگر ریچارد باکستر خواندن بودین، هوگو گروتیوس و فرانسیسکو سوارز را به عنوان یک آموزش مناسب در سیاست برای حقوقدانان می‌دانست.
در اوایل دهه ۱۵۸۰، برایان دارسی، شکارچی جادوگر، برایان دارسی، در انگلستان، دیدگاه‌های بودین در مورد جادوگری را مطرح کرد، که به جای حلق آویز کردن به عنوان روشی برای اعدام استدلال می‌کرد و از برخی پیشنهادات بودین در بازجویی از اورسولا کمپ پیروی کرد.  آنها همچنین توسط رجینالد اسکات در اثر شکاکانه خود کشف جادوگری (۱۵۸۴) به شدت با آنها مخالفت کردند. بعدها فرانسیس هاچینسون منتقد او بود و روش‌شناسی او را مورد انتقاد قرار داد.

#### در ایتالیا
در ایتالیا بودین به عنوان یک مورخ سکولار مانند ماکیاولی دیده می‌شد. در زمان تحریم ونیزی‌ها، ونیزی‌ها با تعریف قانونی از حاکمیت موافق بودند. به ویژه پائولو سارپی استدلال کرد که وسعت محدود ونیز از نظر سرزمینی، نقطه مرتبطی برای اقداماتی نیست که ونیز می‌تواند به اختیار خود انجام دهد.
بعدها، Giambattista Vico قرار بود رویکرد تاریخ فرهنگی بودین را به‌طور قابل توجهی بیشتر کند.

#### پاپ
آثار Bodin به دلایل مختلف، از جمله بحث در مورد Fortune (بر خلاف اراده آزاد)، و دلیل دولت، به زودی در Index Librorum Prohibitorum قرار گرفت. این روش در سال ۱۵۹۰ وارد فهرست شد؛  رابرت بلارمین به عنوان سانسورکننده آن را در یادگیری خود دارای شایستگی می‌دانست، اما نویسنده یک بدعت گذار یا ملحد، منتقد حکومت پاپ و به ویژه نسبت به چارلز دو مولن بسیار همدرد بود. آثار دیگری در سال ۱۵۹۳ دنبال شد. تمام کارهای او در سال ۱۶۲۸ در فهرست قرار گرفت. ممنوعیت تئاتر تا قرن بیستم ادامه یافت. الاهیات ونیزی توسط جیوانی آماتو به عنوان پیروان ماکیاولی و بودین توصیف شدند.
Bellarmine Tractatus de potestate summi pontificis in temporalibus، برخلاف نظریه حاکمیت بودین، شکلی غیرمستقیم از قدرت سلب سنتی پاپ برای رهایی افراد از وظیفه اطاعت از ظالمان را تکرار کرد. یاکوب کلر، در یک اثر عذرخواهی از طرف توجیهات محدود برای استبداد، با بودین به عنوان یک مخالف جدی در این استدلال که رعایا فقط می‌توانند منفعلانه در برابر ظالم مقاومت کنند، با دیدگاه‌هایی در مورد امپراتوری که توهین آمیز بود، برخورد کرد.

#### در اسپانیا
در سال ۱۵۸۳، بودین در شاخص Quiroga قرار گرفت. در برابر استبداد، تفکر بودین از تفکر متعارف در اسپانیا در آن زمان خارج بود. در گفتگوی منتشر نشده‌ای که بین بودین و حقوقدان کاستیل تصور می‌شد، مشخص شد که دولت اسپانیا به دلیل ساختار پیچیده‌تر پادشاهی، سخت‌تر از فرانسه، دیگر قدرت بزرگ اروپایی است.
دیدگاه بودین نسبت به جادوگری تا قرن هجدهم به سختی در اسپانیا شناخته شده بود.